# Hadjina taurus
Hadjina taurus är en fjärilsart som beskrevs av Embrik Strand 1921. Hadjina taurus ingår i släktet Hadjina och familjen nattflyn. Inga underarter finns listade i Catalogue of Life.